# Campeonato Africano de Atletismo de 2014 - Salto triplo masculino
A prova do salto triplo masculino do Campeonato Africano de Atletismo de 2014 foi disputada entre os dias  12 e 13 de agosto de 2014 no Estádio de Marrakech  em Marrakech, no Marrocos. Participaram da prova 18 atletas. 

## Recordes
Antes desta competição, os recordes mundiais e do campeonato nesta prova eram os seguintes:
|                       | Nome             | Nacionalidade | Distância | Local      | Data                 |
| --------------------- | ---------------- | ------------- | --------- | ---------- | -------------------- |
| Recorde mundial       | Jonathan Edwards | Reino Unido   | 18m 29 cm | Gotemburgo | 7 de agosto de 1995  |
| Recorde do campeonato | Andrew Owusu     | Gana          | 17m 23cm  | Dakar      | 19 de agosto de 1998 |
| Recorde africano      | Tarik Bouguetaïb | Marrocos      | 17m 37cm  | Khémisset  | 14 de julho de 2007  |

## Medalhistas
| Ouro                         | Prata           | Bronze               |
| Godfrey Khotso Mokoena (RSA) | Tosin Oke (NGR) | Roger Haitengi (NAM) |

## Cronograma
Todos os horários são locais (UTC+1).
| Data         | Hora  | Evento  |
| ------------ | ----- | ------- |
| 12 de agosto | 09:35 | Bateria |
| 13 de agosto | 18:55 | Final   |

## Resultados

### Qualificação
Qualificação. 16.10m (Q) ou pelo menos 12 melhores (q) avançam para a final.
| Posição | Grupo | Atleta                 | Nacionalidade      | #1     | #2    | #3    | Resultados | Notas |
| ------- | ----- | ---------------------- | ------------------ | ------ | ----- | ----- | ---------- | ----- |
| 1       | B     | Issam Nima             | Argélia            | 16.27w |       |       | 16.27w     | Q     |
| 2       | A     | Godfrey Khotso Mokoena | África do Sul      | x      | 16.15 |       | 16.15      | Q     |
| 3       | B     | Roger Haitengi         | Namíbia            | 16.13  |       |       | 16.13      | Q     |
| 4       | B     | Tosin Oke              | Nigéria            | 15.94  | –     | –     | 15.94      | q     |
| 5       | B     | Mamadou Gueye          | Senegal            | 15.86  | 14.04 | –     | 15.86      | q     |
| 6       | A     | Elijah Kimitei         | Quênia             | 15.78  | 15.66 | 15.24 | 15.78      | q     |
| 7       | B     | Hugo Mamba-Schlick     | Camarões           | x      | 15.75 | –     | 15.75      | q     |
| 8       | A     | Olu Olamigoke          | Nigéria            | 15.60  | –     | –     | 15.60      | q     |
| 9       | B     | Tarik Bouguetaïb       | Marrocos           | 15.52  | x     | 15.20 | 15.52      | q     |
| 10      | B     | Abderrahim Zehouani    | Marrocos           | 15.50  | 14.41 | 15.36 | 15.50      | q     |
| 11      | B     | Aude Damba Dianana     | República do Congo | 15.19  | 13.67 | 15.30 | 15.30      | q     |
| 12      | A     | Louahab Kafia          | Argélia            | 15.22  | x     | x     | 15.22      | q     |
| 13      | A     | Armand Tsoaoule        | Camarões           | 14.96  | 15.05 | 14.91 | 15.05      |       |
| 14      | A     | Mohamed Rihani         | Líbia              | 14.60  | 14.82 | 15.03 | 15.03      |       |
| 15      | B     | Getu Dekeba            | Etiópia            | x      | 14.60 | x     | 14.60      |       |
| 16      | B     | Luis Dyangani Oko      | Guiné Equatorial   | 14.06  | 13.96 | 13.89 | 14.06      |       |
| 17      | A     | Mamadou Cherif Dia     | Mali               |        |       |       | DNS        |       |
| 17      | A     | Abdelkrim Mlaab        | Marrocos           |        |       |       | DNS        |       |

### Final
| Posição           | Atleta                 | Nacionalidade      | #1     | #2     | #3     | #4     | #5     | #6     | Resultados | Notas |
| ----------------- | ---------------------- | ------------------ | ------ | ------ | ------ | ------ | ------ | ------ | ---------- | ----- |
| Medalha de ouro   | Godfrey Khotso Mokoena | África do Sul      | 17.03  | x      | 15.17  | 16.48w | –      | 16.90w | 17.03      |       |
| Medalha de prata  | Tosin Oke              | Nigéria            | 16.60  | 16.96  | x      | 16.74  | 16.80w | 16.97  | 16.97      |       |
| Medalha de bronze | Roger Haitengi         | Namíbia            | 16.37  | 16.45  | 16.05  | 16.42  | 16.56  | 16.72w | 16.72w     |       |
| 4                 | Issam Nima             | Argélia            | 15.87  | 16.26w | 16.34  | 16.03  | 16.33  | 16.61w | 16.61w     |       |
| 5                 | Hugo Mamba-Schlick     | Camarões           | 16.36w | 16.24w | 16.11  | 14.55  | 16.10  | 16.21  | 16.36w     |       |
| 6                 | Olu Olamigoke          | Nigéria            | 16.18  | 15.84  | –      | 15.86  | –      | –      | 16.18w     |       |
| 7                 | Mamadou Gueye          | Senegal            | x      | 15.78  | 15.94w | 15.62  | 16.11  | 15.87  | 16.11      |       |
| 8                 | Tarik Bouguetaïb       | Marrocos           | 15.88  | 14.33w | x      | 14.70w | –      | x      | 15.88      |       |
| 9                 | Abderrahim Zehouani    | Marrocos           | 14.72  | x      | 15.49  |        |        |        | 15.49      |       |
| 10                | Louahab Kafia          | Argélia            | 15.27  | x      | 15.36  |        |        |        | 15.36      |       |
| 11                | Elijah Kimitei         | Quênia             | 15.23  | –      | –      |        |        |        | 15.23      |       |
| 12                | Aude Damba Dianana     | República do Congo | x      | x      | 13.87  |        |        |        | 13.87      |       |

Legenda
| Recorde mundial       | Recorde mundial (World record)               |                       | Recorde africano                      | Recorde africano (African) |                                           | Q | Classificado por posição (Qualified) |
| Recorde do campeonato | Recorde do campeonato (Championship record)  | Recorde da América    | Recorde da América (Americas)         | q                          | Classificado por melhor tempo (Qualified) |   |                                      |
| Melhor marca do ano   | Melhor marca do ano (World leading)          | Recorde asiático      | Recorde asiático (Asian)              | DNS                        | Não largou (Did not start)                |   |                                      |
| Recorde nacional      | Recorde nacional (National record)           | Recorde europeu       | Recorde europeu (European)            | DNF                        | Não terminou (Did not finish)             |   |                                      |
| Recorde pessoal       | Recorde pessoal do atleta (Personal best)    | Recorde da Oceania    | Recorde da Oceania (Oceania)          | DSQ / DQ                   | Desclassificado (Disqualified)            |   |                                      |
| Recorde da temporada  | Recorde da temporada do atleta (Season best) | Recorde sul-americano | Recorde sul-americano (South America) | NM                         | Sem marca (No mark)                       |   |                                      |